# TNA Destination X
Destination X este un eveniment pay-per-view de wrestling organizat de promoția Total Nonstop Action Wrestling în luna martie a fiecărui an.